# Jan Matyasik
Jan Matyasik (ur. 31 marca 1887 w Rzezawie, zm. 24 grudnia 1949 w Paryżu) – polski dziennikarz, działacz emigracyjny.

## Życiorys
Syn chłopa spod Bochni. Po skończeniu szkoły (matura w gimnazjum w Bochni 28 maja 1905) i uniwersytetu (prawo w Krakowie od 1905 do 1909 oraz w Wiedniu od 1909 do 1911) zajął się dziennikarstwem. Zaczął swą dziennikarską karierę w Galicji pod austriackim panowaniem. Był redaktorem dużych i poważnych dzienników takich jak: „Głos Narodu” (1921-1931), „Kurier Lwowski” (1934-1935), „Słowo Narodowe” (od 1937). Od 1926 należał do Ligi Narodowej. Członek SN. W Paryżu, na emigracji wydawał przez kilka lat tygodnik „Placówka”. Zmarł 24 grudnia 1949 roku.